# DeSoto Fireflite
De DeSoto Fireflite was een automodel dat in 1955
werd geïntroduceerd door DeSoto, onderdeel van
Chrysler, als het nieuwe vlaggenschip van het merk.

## Geschiedenis
De gewaagde Fireflite zorgde voor een nieuwe piek in DeSoto's
verkopen die de voorgaande jaren sterk verzwakt waren.
De auto was gebaseerd op Virgil Exners Forward Look-
stijl die onder andere voor de staartvinnen en de drie
aparte achterlichtblokken zorgde. De Fireflite werd vaak
afgewerkt met tweekleurige lak en had genoeg interieurruimte
voor zes inzittenden. Er was ook een cabriolet-versie
maar daarvan werden slechts 186 stuks gemaakt. In 1957
werd de DeSoto Adventurer het nieuwe topmodel van het merk.
De Fireflite kreeg dat jaar een stationwagen-versie bij.
Toch begon de productiekwaliteit van de auto's achteruit te gaan.
Negatieve reclame en het gerucht dat DeSoto uitgefaseerd
zou worden gingen rond. In 1960 werd de Fireflite
stopgezet en nog geen jaar later het merk.

## Technisch
De Fireflite was langer en breder dan voorgaande DeSoto-
modellen en woog meer dan 1,8 ton. Hij werd aangedreven
door een V8-motor van 255 pk
die aan een automatische PowerFlite-versnellingsbak
gekoppeld was. De topsnelheid lag op 177
km/u. De auto had 11 seconden nodig
om van stilstand naar 100 km/u op te trekken.